# 아부 디아비
아부 디아비(프랑스어: Vassiriki Abou Diaby, 1986년 5월 11일, 프랑스 오베르빌리에 ~ )는 코트디부아르계 프랑스 옛 축구 선수로, 그의 주 포지션은 수비형 미드필더였다. 공격형 미드필더와 중앙 미드필더로도 뛸 수 있었다.

## 클럽에서의 경력

### 초창기 경력
디아비는 파리의 북동 방면 근교에 있는 오베르빌리에(Aubervilliers)에서 태어났고, 지역 클럽인 CM 오베르빌리에에서 그의 클럽 커리어를 시작하였다. 아마추어 클럽에서 디아비의 빠른 성장은 지역의 세미 프로 클럽인 레드 스타 파리로 이끌었다. 13살이 되는 1년 후에 그는 레드 스타 파리를 떠났고, 그가 올랭피크 드 마르세유의 서포터였음에도 불구하고 라이벌 구단인 파리 생제르맹과 유소년 계약을 하였다. 그리고 그는 2년동안 클럽에서 생활을 하였고, 그 동안, 그는 유명한 축구 아카데미인 클레르퐁텐에서 수업을 받았다. 2002년, 그는 AJ 오세르의 소속으로 옮기게 되었고, 그해 U-16에서 우승한 오세르 팀의 멤버였다. 당시 그의 코치였던 크리스티앙 에나(Christian Henna)는 그를 "매우 우수한 기술을 갖고 있고, 우아하고, 빠르다"라고 표현하였다. 그는 점차 큰 키를 바탕으로 한 힘있는 미드필더로 성장하였다. 디아비는 오세르에서 프로 선수로 다시 계약을 맺었고, 2004–05 시즌에 6경기에 출전하였고, 2005–06 시즌에는 반 시즌 동안 8경기에 출전하였다. 오세르 1군에서의 그의 첫 번째 경기 출전은 2004년 8월 14일에 열린 스타드 렌 FC와의 경기에서의 교체 출전이었다.

### 아스널

#### 2005–06 시즌
아스널로 이적하기 전에, 전하는 바에 따르면 디아비는 아스날의 런던 라이벌인 첼시로의 이적을 거절하였다고 한다. 그는 아스널에서 리 딕슨의 은퇴 이후 비어있던 등번호 2번을 배정받았다. 2006년 4월 1일, 애스턴 빌라전에서 세스크 파브레가스의 부상으로 전반 15분에 교체 투입으로 아스날에서의 첫 경기를 뛰었고, 5-0으로 이긴 경기에서 마지막 골을 성공시키기도 하였다. 하지만 2006년 5월 1일에 가졌던 선덜랜드전에서 댄 스미스와의 충돌로 다리가 부러지는 큰 부상을 당하며 잔여 경기를 치르지 못하였다.

#### 2006–07 시즌
2007년 1월 9일, 디아비는 6-3으로 이긴 앤필드에서 리버풀과의 풋볼 리그 컵 경기에 74분에 교체 출전하며 복귀를 알렸다.

#### 2007–08 시즌
2007년 12월 12일, 디아비는 2-1로 이긴 스테아우아 부쿠레슈티와의 UEFA 챔피언스리그 경기에서 첫 챔피언스리그 골을 기록하였고, 그의 두 번째 챔피언스리그 골은 2008년 4월 8일에 앤필드에서 리버풀과의 경기였다.

#### 2008–09 시즌
2008-09시즌 잉글랜드 프리미어리그 첫 골은 2008년 12월 26일에 열린 애스턴 빌라 FC와의 2-2 무승부 경기이다. 디아비는 이 시즌에서 4-1로 이긴 스토크 시티와의 경기에서 세 번째 골을 성공시키며 마무리 지었다.

#### 2009–10 시즌
디아비는 이번 시즌을 벤치에서 시작하였지만, 팀 동료인 데니우송의 부상으로 교체 출전하였고 꾸준히 1군 선발 출전이 가능하였다. 이번 시즌 동안 알렉상드르 송의 파트너로서 출전하며, 그는 훌륭한 파트너십을 보여주었고, 그의 국가대표 명단 선발에 악영향을 준 부상을 당한 울버햄프턴 원더러스전 전까지 4골을 기록하였다. 디아비는 2009년 12월 27일 애스턴 빌라전에서 시즌 6호 골을 성공시켰고, 에미레이츠 경기장에서 열린 리버풀과의 2010년 2월 10일 경기에서 시즌 7호골이자 리그 6번째 골을 넣으며 팀의 1-0 신승을 도왔다.

## 클럽 경력 통계
2015년 6월 1일 기준
| 클럽      | 시즌    | 리그 | 리그 | 리그 | 컵   | 컵   | 컵   | 유럽 | 유럽 | 유럽 | 총합 | 총합 | 총합 |
| 클럽      | 시즌    | 출장 | 득점 | 도움 | 출장 | 득점 | 도움 | 출장 | 득점 | 도움 | 출장 | 득점 | 도움 |
| --------- | ------- | ---- | ---- | ---- | ---- | ---- | ---- | ---- | ---- | ---- | ---- | ---- | ---- |
| AJ 오세르 | 2004–05 | 5    | 0    | -    | -    | -    | -    | 2    | 0    | -    | 7    | 0    | -    |
| AJ 오세르 | 2005–06 | 5    | 1    | -    | -    | -    | -    | 2    | 0    | -    | 7    | 1    | -    |
| AJ 오세르 | 합계    | 10   | 1    | -    | -    | -    | -    | 4    | 0    | -    | 14   | 1    | -    |
| 아스널 FC | 2005–06 | 12   | 1    | 1    | 2    | 0    | 0    | 2    | 0    | 0    | 16   | 1    | 1    |
| 아스널 FC | 2006–07 | 12   | 1    | 0    | 5    | 0    | 1    | 1    | 0    | 0    | 18   | 1    | 1    |
| 아스널 FC | 2007–08 | 15   | 1    | 1    | 7    | 1    | 1    | 6    | 2    | 0    | 28   | 4    | 2    |
| 아스널 FC | 2008–09 | 24   | 3    | 2    | 5    | 0    | 0    | 7    | 1    | 0    | 36   | 4    | 2    |
| 아스널 FC | 2009–10 | 29   | 6    | 4    | 1    | 0    | 0    | 10   | 1    | 1    | 40   | 7    | 5    |
| 아스널 FC | 2010–11 | 16   | 2    | 3    | 3    | 0    | 0    | 1    | 0    | 0    | 20   | 2    | 3    |
| 아스널 FC | 2011–12 | 4    | 0    | 0    | 0    | 0    | 0    | 1    | 0    | 0    | 5    | 0    | 0    |
| 아스널 FC | 2012–13 | 11   | 0    | 0    | 3    | 0    | 1    | 1    | 0    | 0    | 15   | 0    | 1    |
| 아스널 FC | 2013–14 | 1    | 0    | 0    | 0    | 0    | 0    | 0    | 0    | 0    | 1    | 0    | 0    |
| 아스널 FC | 2014–15 | 0    | 0    | 0    | 1    | 0    | 0    | 0    | 0    | 0    | 1    | 0    | 0    |
| 아스널 FC | 합계    | 124  | 14   | 11   | 27   | 1    | 3    | 29   | 4    | 2    | 180  | 19   | 16   |
| 통산      | 통산    | 134  | 15   | 11   | 27   | 1    | 3    | 33   | 4    | 2    | 194  | 20   | 16   |